# Jordi Galí i Garreta
Jordi Galí Garreta (Barcelona, 4 de gener de 1961) és un economista català, considerat com una de les principals figures de la nova macroeconomia keynesiana. Actualment és Investigador Sènior del Centre de Recerca en Economia Internacional (CREI) i Catedràtic de la Universitat Pompeu Fabra de Barcelona. Després d'obtenir el seu doctorat en el MIT –on va anar amb una beca de la Fundació La Caixa– el 1989 sota la supervisió d'Olivier Blanchard, va ocupar càrrecs docents a la Universitat de Colúmbia i la Universitat de Nova York abans de traslladar-se a Barcelona, on va assumir la direcció del CREI des del 2001 al 2017.
Galí va ser esmentat com un possible guardonat del Premi Nobel 2009 en Ciències Econòmiques. Va ser un dels fundadors del Col·lectiu Wilson al novembre de 2012. El setembre de 2015 va signar un manifest de científics a favors de Junts pel Sí, candidatura independentista a les eleccions al Parlament de Catalunya de 2015.

## Recerca
Galí centra la seva investigació en les causes dels cicles econòmics i la política monetària òptima, especialment a través de l'anàlisi de sèries temporals. Els seus estudis amb Richard Clarida i Mark Gertler suggereixen que la política monetària en molts països avui s'assembla a la regla de Taylor, mentre que els responsables polítics de la dècada de 1970 no van seguir la regla de Taylor.
Un altre tema d'investigació Galí és com els bancs centrals haurien de fixar les taxes d'interès. En alguns dels models macroeconòmics simples neo-keynesians, amb l'estabilització de la taxa d'inflació s'estabilitza també el "gap"(forat o desfassament) de producció. Aquesta propietat va ser més o menys certa en la realitat, ja que permetia als bancs centrals aplicar una regla de Taylor simplificat centrat només en l'estabilització de la inflació, amb necessitat de considerar el creixement del producte. Jordi Galí i Olivier Blanchard ho han anomenat la propietat 'coincidència divina " i han argumentat que en els models més realistes que inclouen friccions addicionals, ja no es compleix. En canvi, els models amb friccions addicionals (com ara atur friccional) impliquen un equilibri entre l'estabilització de la inflació i l'estabilització de la bretxa de producció.
Galí és potser més conegut per provar amb sèries temporals que les millores en la productivitat del treball d'ocupació a causa de disminució. Aquesta troballa contradiu les prediccions d'alguns coneguts models del cicle econòmic real promogut per l'escola neoclàssica de macroeconomia, però és (segons Galí), compatible amb molts models nous keynesians. No obstant això, els mètodes estadístics ('autoregressions del vector estructural ") en què es basa aquesta conclusió encara són controvertides.
El 2008, Princeton University Press va publicar la monografia de Gali "Política monetària, Inflació, i Cicles Econòmics". El llibre ofereix una introducció als models DSGE Neo-keynesià, i analitza les implicacions dels models per a la política monetària. Està escrit en un nivell destinat als cursos de postgrau d'introducció a la macroeconomia.
El 2005, Galí va rebre el Premi Jahnsson Yrjö de l'European Economic Association, en reconeixement del seu treball en la nova macroeconomia keynesiana. Va compartir el premi amb Timothy Besley de la London School of Economics.

## Llibres
- International Dimensions of Monetary Policy, (with M. Gertler (eds.)), University of ChicagoPress, Chicago, IL, forthcoming
- Monetary Policy, Inflation and the Business Cycle: An Introduction to the New Keynesian Framework, Princeton University Press, (Princeton, NJ), 2008.
- The Monetary Policy Strategy of the ECB Reconsidered (with S. Gerlach, J. Rotemberg, H. Uhlig, and M. Woodford), Monitoring the European Central Bank 5, CEPR, London, 2004.
- Defining a Macroeconomic Framework for the Euro Area (with A. Alesina, O. Blanchard, F. Giavazzi, and H. Uhlig), Monitoring the European Central Bank 3, CEPR, London, 2001.
- Armes Nuclears i Seguretat a Europa, Edicions La Magrana, Barcelona, 1985.

## Premis i reconeixements
- Premi Nacional d'Investigació, Generalitat de Catalunya, 2011[1]
- Premi Societat Catalana d'Economia, 2008
- Yrjö Jahnsson Award in Economics, 2005.
- Premio Rey Jaime I de Economía, Generalitat Valenciana, 2004
- Distinció de la Generalitat de Catalunya per a la Promoció de la Recerca Universitària, categoria de Jove Investigador, 2000.
- Creu de Sant Jordi, 2020.[5]